# Cornelia van der Mijn
Cornelia van der Mijn, född 1709, död 1782, var en nederländsk målare.
Hon är främst känd för sina blomstermotiv. 

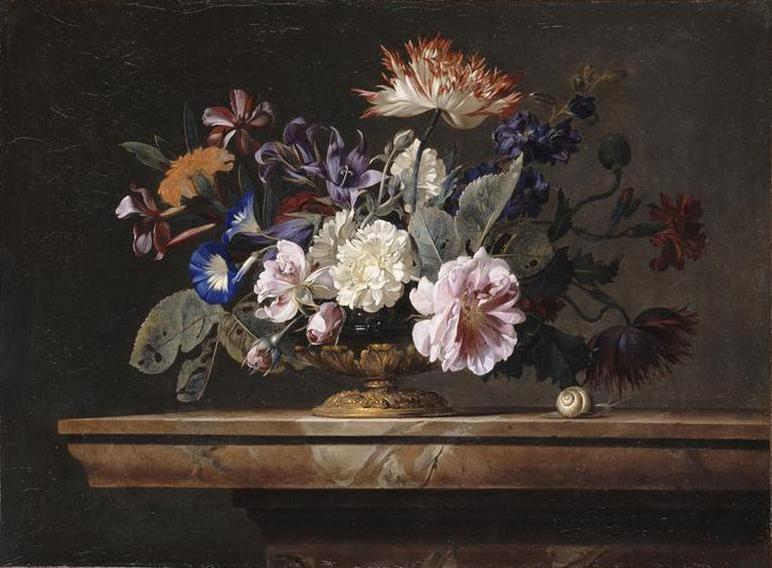
Possibly Cornelia van der Mijn 001